# Kestnergesellschaft

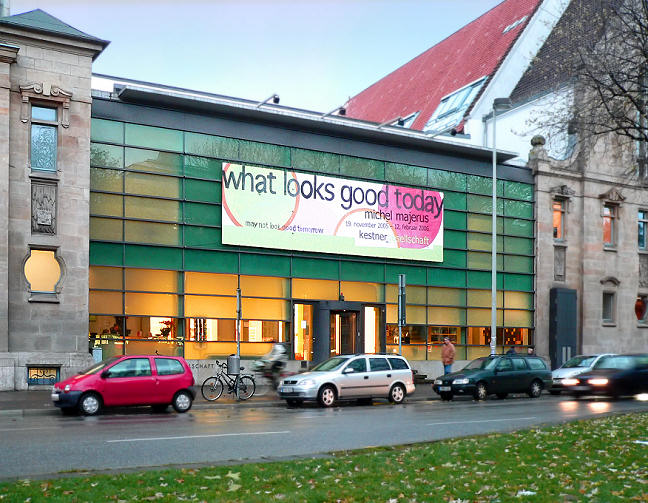
Kestnergesellschaft, Kunstverein, Hannover

La Kestnergesellschaft (Kestner-Gesellschaft), è un'associazione culturale per l'arte contemporanea (Kunstverein) con sede ad Hannover. Spesso viene confusa con il Museo August Kestner, ugualmente ubicato ad Hannover.

## Storia

### La fondazione nel 1916 e i primi anni
La Kestner-Gesellschaft è stata fondata il 10 giugno del 1916, in contemporanea con la secessione hannoveriana, durante gli anni economicamente difficili della prima guerra mondiale allo scopo di ravvivare la vita artistica e il clima culturale stagnante della città di Hannover.
Il direttore del Kestner-Museum e della Galleria Civica Brincksmann, il suo assistente Paul Erich Küppers e il direttore della scuola di arti e mestieri, avevano deciso infatti di dare vita ad una nuova associazione culturale con sede nella Königstraße con l'auspicio di poter esporre anche ad Hannover le opere dei più importanti artisti internazionali.
Il primo direttore è stato Paul Küppers. Fra i fondatori invece si contavano, accanto a Hermann Bahlsen, August Madsack e Fritz Beindorff, anche il pittore Wilhelm von Debschitz.
In occasione della prima mostra sono stati esposti nuovi lavori di Max Liebermann. Nel 1923, con il nuovo direttore Eckart von Sydow, anche El Lissitzy ottiene una prima esposizione, insieme al compito di realizzare una cartella di litografie come edizione annuale per i membri dell'associazione: la cosiddetta “cartella Proun”.
Nello stesso anno sono state realizzate cinque nuove cartelle di Karl Schmidt-Rottluff, Max Kaus, Martel Schwichtenberg, Willy Robert Huth e László Moholy-Nagy. Sotto la direzione di Alexander Dorner e Justus Bier, la Kestner Gesellschaft attraverserà il suo periodo di maggiore fioritura come istituzione pioniera nell'arte moderna e contemporanea.

### La chiusura nel 1936
Nel 1936 la Kestner Gesellschaft è costretta a chiudere a causa delle continue pressioni dei nazionalsocialisti affinché il direttore Justus Bier, di origine ebrea, fosse allontanato dalla sua posizione. Il direttivo della Kestnergesellschaft, piuttosto che accettare una collaborazione con i nazionalsocialisti, decide di chiudere, mentre Justus Bier è obbligato a fuggire negli Stati Uniti attraversando la Svizzera.

### Riapertura nella Warmbüchenstraße, 1948
Dodici anni dopo l'interruzione dell'attività nel 1936, la Kestner Gesellschaft ha riaperto le proprie sale nel 1948 al nuovo indirizzo nella Warmbücherstraße sotto la direzione di Alfred Hentzen, mentre fra i sostenitori si contavano questa volta Hermann Bahlsen, Wilhelm Stichweh, Bernhard Sprengel e Günther Beindorff, direttore della fabbrica Pelikan.
Dal 1963 al 1973 è stato direttore della Kestnergesellschaft l'importante storico e critico d'arte Wieland Schmied. Dal 1974 gli è succeduto Carl Haenlein, sotto la cui direzione la Kestner Gesellschaft si trasferisce nel nuovo edificio all'indirizzo Goseriede 11.

### La nuova sede nella Goseriede,  1997
Nel 1997 sono state inaugurate le nuove sale nella ex piscina coperta Goseriede Bad situata a Steintor, un'importante piazza nel cuore della città, non lontano dalla stazione centrale.
L'edificio era stato fatto erigere fra il 1902 e il 1905 dal consiglio cittadino e dai deputati del consiglio provinciale fra i quali Carl Wolff per ospitare una piscina coperta in stile liberty. Nel 1990 la casa editrice Madsack ha ereditato l'edificio cedendo la parte della piscina riservata alle donne e l'atrio di entrata comprese le stanze attigue alla Kestner Gesellschaft. La parte riservata agli uomini invece è stata presa in consegna dalla stazione radiofonica Radio ffn.
Nell'ambito di un concorso di architettura internazionale con il sostegno della Norddeutsche Landesbank, l'edificio è stato completamente ristrutturato dagli architetti hannoverani Kai-Michael Koch, Anna Panse e Andreas Christian Hühn in collaborazione con la Kestnergesellschaft. Nello stesso anno gli architetti hanno ricevuto il premio dell'associazione degli architetti tedeschi (Bund Deutscher Architekten) e la Kestner Gesellschaft è stata descritta dal Münchener Abendzeitung come lo “spazio espositivo più bello della Germania”.
L'edificio ha a disposizione cinque sale su due livelli, per uno spazio espositivo complessivo di oltre 1500 metri quadrati, a cui si aggiungono una biblioteca, una parte riservata alla contabilità e una caffetteria. L'edificio è stato progettato per rispondere alle esigenze di un moderno spazio espositivo in cui una dotazione tecnologicamente avanzata permette di trasformare le sale in tempi notevolmente ristretti.
Per esempio sotto il pavimento, nelle pareti e nei soffitti scorre una fitta rete di cavi elettrici resa completamente invisibile. È possibile chiudere le dodici entrate della Claussen-Halle, così come è possibile chiudere le gallerie laterali delle sale II e III. Durante la progettazione dell'ammodernamento si è pensato anche a soluzioni logistiche che permettessero il trasporto delle opere d'arte nel modo più sicuro e meno complicato possibile, nonché ai due portali, al pianterreno e al primo piano, alti fino al soffitto e a un grosso elevatore.
Dal 2002 il direttore è Veit Görner. Pedagogo e terapista sociale, ha lavorato in precedenza come curatore presso il Kunstmuseum di Wolfsburg.
Con i suoi 4000 membri (nel 2005), la Kestnergesellschaft è uno dei più grandi e rinomati Kunstvereine della Germania. Nel 2005 ha avuto grande successo il progetto “Haus im Schlamm” (Casa nel fango) dell'artista spagnolo Santiago Serra, in cui uno spazio agibile riempito di fango doveva rimandare alla costruzione del Maschsee, il lago artificiale che si trova nel centro della città di Hannover.

## La cronistoria della Kestnergesellschaft (Kestnerchronik)
La prima documentazione sull'attività della Kestnergesellschaft risale agli anni Sessanta e si tratta dell'opera di Wieland Schmied dal titolo “Pioniere dell'arte moderna” (Wegbereiter der Modernen Kunst).
Con la cronistoria della Kestnergesellschaft sono state fuse insieme ricerca storica e documentazione in tre volumi, di cui finora ne sono stati pubblicati due: il primo nel 2006 e il secondo nell'agosto del 2009. I volumi della cronistoria della Kestnergesellschaft sono accompagnati da edizioni di alcuni artisti che vi hanno esposto dal 1966. I primi sono stati Anna e Bernhard Blume, Christo, Olav Christopher Jenssen, R.B. Kitaj e Imi Knoebel.
Il primo volume, pubblicato nel novembre 2006, comprende i primi due decenni dagli inizi nel 1916 fino al divieto ufficiale di esporre a opera dei nazionalsocialisti nel 1936, ovvero fino alla distruzione del primo edificio nella Königstraße.
Sono compresi un indice di tutte le esposizioni, le conferenze e manifestazioni ospitate dalla Kestnergesellschaft, corredate da documenti e fotografie.
Il secondo volume comprende il periodo della riapertura dopo la guerra nella Warmbüchenstraße.
Il terzo volume sarà dedicato al periodo nella Goseriede, l'attuale domicilio della Kestnergesellschaft.

## Le Edizioni (Kestnereditionen)
Le edizioni della Kestnergesellschaft, Kestneredizionen, sono opere di grafica, fotografie o altri tipi di lavoro che dal 2003 accompagnano ogni mostra tenutasi nella Kestnergesellschaft. Sono offerte esclusivamente ai membri delle Kestnergesellschaft in edizione ridotta e a un prezzo più economico. Esiste inoltre un “tesoro della Kestnergesellschaft” (Kestnerschatzkammer) che offre la possibilità di acquistare opere di importanti artisti contemporanei.

## Esposizioni (selezione)

### Esposizioni fino al 1936
| - Alt, Theodor 1922 - Arnthal, Eduard 1921 - Arp, Hans 1924 - Caspar, Maria 1916 - Champion, Theo 1925 - Corinth, Lovis 1917, 1928 - Beeh, René 1921 - Barlach, Ernst 1918/1919, 1931 - Beckmann, Max 1918/1919, 1931 - Bieling, H. F. 1922 - Björn, Alf 1925 - Bloch, Albert 1921 - Bondy, W. 1925 - Buchartz, Max 1921, 1923 - Büttner, Erich 1918/1919 - Delbrück 1924 - Dix, Otto 1927 - Dörries, Bernhard 1926 - Düne, Hans 1924 - El Lissitzky 1923 - Ensor, James 1927 - Falke, Adolf 1924 - Feininger, Lyonel 1919, 1924/1925, 1932 - Felixmüller, Conrad 1921 - Fischer-Bayer, Margarete 1925 - Gabo, Naum 1930 - Gerlwh 1922 - Gropius, Walter 1931 - Grosz, George 1921 - Heckel, Erich 1919, 1935 - Heckendorf, Franz 1918 - Heitmüller, August 1921/1922 | - Hodler, Ferdinand 1925 - Hölzel, Adolf 1918 - Hofer, Carl 1925, 1927 - Jaeckel, Willy 1916/1917 - Kandinsky, Wassily 1923 - Kayser, Fred 1924 - Klatt 1924 - Klein, César 1918 - Klee, Paul 1919, 1931 - Kögel, Linda 1924 - Kohlhoff, Wilhelm 1919 - Kokoschka, Oskar 1925 - Kolbe, Georg 1933 - Kollwitz, Käthe 1929 - Krauskopf, Bruno 1919 - Kubin, Alfred 1930 - Lehmbruck, Wilhelm 1920 - Liebermann, Max 1916 - Lubbers, Adrian 1925 - Macke, August 1918, 1925, 1935 - Marcks, Gerhard 1936 - Marc, Franz 1931, 1936 - Masereel, Frans 1926, 1931 - Meidner, Ludwig 1918 - Melzer, Moritz 1920 - Meyer, Gerd 1924 - Modersohn-Becker, Paula 1917, 1922, 1934 - Moholy-Nagy, László 1923 - Morgner, Wilhelm 1922 - Munch, Edvard 1929 - Nauen, Heinrich 1918 - Nolde, Emil 1918, 1922, 1924, 1928, 1934 | - Pechstein, Max 1922 - Picasso, Pablo 1932 - Riess 1925 - Renoir 1925 - Rodin 1925 - Roeder, Emy 1922 - Röhricht, Wolf 1921 - Rohlfs, Christian 1919, 1924, 1930, 1936 - Scharl, Josef 1933 - Schlemmer, Oskar 1932 - Schmidt-Rottluff, Karl 1920, 1923 - Schreiner, C. M. 1922 - Schulze, Otto 1919 - Schwitters, Kurt 1917, 1918, 1924 - Slevogt, Max 1932, 1934 - Josef Eberz 1917 - .Steger, M 1922 - Thoms, Ernst 1926 - Steinitz, Käthe 1922 - Toulouse-Lautrec 1925 - Trübner, Wilhelm 1917 - van Gogh, Vincent 1928 - van Dongen, Kees 1922 - von Brockhusen, Theo 1918/1919 - von Jawlensky, Alexej 1920, 1924 - von Seckendorff, Götz 1919 - Weisgerber, Albert 1917 - E.R. Weiß 1917 - Westermayr, Conrad 1920 - Wolke, Rudolf 1917 - Zille, Heinrich 1931 - Zimmermann – Heitmüller, Leni 1921/1922 |

### Esposizioni dal 1948 al 1995
| - Emil Nolde 1948 - Pablo Picasso 1949, 1965, 1979, 1994 - Max Beckmann 1949 - Werner Gilles 1949 - Gerhard Marcks 1949 - Fernand Léger 1949 - Fritz Winter 1951 - Walter Gropius 1951 - Marino Marini 1952 - Werner Gilles 952 - Alexander Camaro 1952 - Joan Miró 1952, 1958, 1990 - Ewald Mataré 1952 - Hans Uhlmann 1953 - Erich Heckel 1953 - Karl Hartung 1953 - Henry Moore 1953 - Eduard Bargheer 1953 - Emy Roeder 1953 - Fritz Grasshoff 1954 - Saul Steinberg 1954 - Hans Arp 1955 - André Masson 1955 - Marc Chagall 1955, 1985 - K.R.H. Sonderborg 1956 - Hans Hartung 1957 - Gustave Singier 1957 - Theo Eble 1958 - Maria Elena Vieira da Silva 1958 - Bruno Goller 1958 - Jean-Paul Riopelle 1958 - Julius Bissier 1958 - Alfred Manessier 1959 - Ben Nicholson 1959 - Woty Werner 1959 - Hann Trier 1959 - Kenneth Armitage 1960 | - William Scott 1960 - Hans Reichel 1960 - Jean Dubuffet 1960 - Pierre Soulages 1961 - Etienne Hajdu 1961 - Joseph Fassbender 1961 - Emil Schumacher 1961 - Victor Pasmore 1962 - Edwin Scharff 1962 - Jean Bazaine 1963 - Zoltan Kemeny 1963 - Sam Francis 1963 - Serge Poliakoff 1963 - Kumi Sugai 1963 - Gregory Masurovsky 1963 - Victor Vasarely 1964 - Paul Jenkins 1964 - Heinz Battke 1964 - Hundertwasser 1964 - Richard Oelze 1964 - Alfred Kubin 1964 - Paul Eliasberg 1965 - Victor Brauner 1965 - Horst Janssen 1966 - Bernard Schultze 1966 - Mark Tobey 1966 - Alberto Giacometti . 1966 - Konrad Klapheck 1966 - Wifredo Lam 1966 - Joannis Avramidis 1967 - Ben Nicholson 1967 - Pierre Roy 1967 - Hans Bellmer 1967 - Rupprecht Geiger 1967 - Auguste Herbin 1967 - Fritz Wotruba 1967 - Alan Davie 1968 - Lucio Fontana 1968 - Antonio Calderara 1968 | - Roy Lichtenstein 1968 - Domenico Gnoli 1968 - Josef Albers 1968 - Max Bill 1968 - Almir Mavignier 1968 - René Magritte 1969 - Miguel Berrocal 1969 - Gotthard Graubner 1969 - Graham Sutherland 1970 - R. B. Kitaj 1970 - Jim Dine 1970 - Giorgio de Chirico 1970 - Pol Bury 1972 - Jean Tinguely 1972 - Günther Uecker 1972 - Marcello Morandini 1972 - Tomi Ungerer 1973 - Joseph Cornell 1973 - Alfred Jensen 1973 - Josef Albers 1973 - Horst Janssen 1973 - Jorge Castillo 1973 - George Rickey 1973 - Michelangelo Pistoletto 1974 - Gisela Andersch 1974 - Walter Dexel 1974 - Uwe Bremer 1974 - Alfred Hrdlicka 1974 - Dieter Roth 1974 - Roberto Matta 1974 - Peter Ackermann 1974 - André Thomkins 1974 - Eduardo Paolozzi 1975 - Bernhard Luginbühl 1975 - Saul Steinberg 1975 - Joseph Beuys 1976, 1990 - Cy Twombly 1976 - Claes Oldenburg 1976 | - Arnulf Rainer 1977 - Wolf Vostell 1977 - Jochen Gerz 1978 - Rebecca Horn 1978, 1991 - Eva Hesse 1979 - Howard Kanovitz 1980 - Pierre Alechinsky 1980 - Larry Rivers 1981 - Raoul Hausmann 1981 - Mimmo Paladino 1981 - Andy Warhol 1981 - Egon Schiele 1982 - Mario Merz 1982 - Adolf Hölzel 1982 - Peter Blake 1983 - Markus Lüpertz 1983 - Hans Bellmer 1984 - Howard Hodgkin 1985 - Christian Ludwig Attersee 1985 - Tony Cragg 1986 - Benjamin Katz 1986 - Martin Disler 1987 - Fred Sandback 1987 - Georg Baselitz 1987 - George Grosz 1988 - Jakob Mattner 1988 - A.R. Penck 1988 - Sol LeWitt 1989 - John Baldessari 1989 - Astrid Klein 1989 - Bernhard Minetti 1989 - Richard Hamilton 1990 - Jannis Kounellis 1991 - Robert Wilson 1991 - Per Kirkeby 1992 - David Tremlett 1992 - Eugen Schönebeck 1992 - Thomas Huber 1993 - Richard Prince 1994 |

### Esposizioni dal 1997
| - Rebecca Horn 1997 - Antoni Tàpies 1998 - Andy Warhol 2001 - Jonathan Meese 2002 - Thomas Ruff 2003 - Peter Doig 2004 - Peter Fischli y David Weiss 2004 - Miquel Barceló 2004 - Cindy Sherman 2004 - Santiago Sierra 2005, (Haus im Schlamm) | - Gilbert & George 2005 - Sarah Morris 2005 - Candida Höfer 2005 - Michel Majerus 2005 - Erik Bulatov 2006 - Thomas Hirschhorn 2006 - Bazon Brock 2006 - Chris Ofili 2006 - Barbara Kruger 2006 - Franz Ackermann 2006 | - Wolfgang Tillmans 2007 - Raymond Pettibon 2007 - Bruce Nauman 2007 - Eric Fischl 2007 - Bettina Rheims 2007 - Araki Meets Hokusai 2008 - Helmut Lang 2008 - Jake und Dinos Chapman 2008 - David Salle 2009 - Michaël Borremans 2009 | - Phoebe Washburn 2009 - Gert e Uwe Tobias 2009 - Elke Krystufek 2009 - Aaron Curry 2010 - Bethan Huws 2010 - Alicja Kwade 2010 - Larry Sultan 2010 - Olaf Nicolai 2010 - Cecily Brown 2010 - Nathalie Djurberg 2010 | - Michael Sailstorfer 2010 - Joachim Koester 2010 - Julian Göthe 2011 - David LaChapelle 2011 - André Butzer 2011 - Jos de Gruyter e Harald Thys 2011 - Daniel Richter 2011 - Alice Springs 2011 - Alex Katz 2011 |